# واسیلیوو (باشقیرستان)
واسیلیوو (انگلیسی: Vasilyevo, Republic of Bashkortostan) یک شهرک در شهرستان کالتاسینسکی استان باشقیرستان کشور روسیه است.